# 马力 (足球裁判)
马力（1977年8月5日— ），生于北京市，中国足球裁判。马力自2007年起执法中甲联赛，2010年起成为中超联赛主裁判。
马力的执法有很多争议。2009年中甲联赛南昌八一与青岛海利丰，马力的判罚时而偏袒主队，时而偏袒客队，引起现场观众不满。 2010年中超联赛山东鲁能主场对阵辽宁宏运，上半场中辽宁队球员杨宇在禁区内用手把球击出底线，马力吹罚球门球；下半场山东鲁能邓卓翔进球被马力误判为越位。不过也有报道指出这两次误判很大程度是助理裁判范强坚持己见所致。 2012年中超联赛山东鲁能客场对垒大连实德，下半场山东鲁能球员汪强被足球击中面部，马力判罚汪强手球，送给大连实德一个点球。两次误判使得鲁能球迷对马力尤其不满。据说2011年9月马力曾经声明退出中国足球裁判界，不过后来他仍然在中国执法比赛。2012年中乙联赛全国总决赛的半决赛，湖北华凯尔主场迎战深圳风鹏，深圳风鹏的杨昌鹏遭到湖北华凯尔李文强恶意踩踏，李文强被马力出示红牌罚出场，随后主队教练及球员群起围堵马力，马力随后将杨昌鹏罚下。深圳风鹏还指出马力多次纵容主队的暴力行为。深圳风鹏落败后认为马力的误判是扭转比赛的关键因素。 